# Alania hancocki
Alania hancocki är en kräftdjursart som först beskrevs av Hurley 1956.  Alania hancocki är enda arten i släktet Alania som tillhör familjen Stegocephalidae. Inga underarter finns listade i Catalogue of Life.